# اشرفی (سرده)
اشرفی (نام علمی: Coreopsis) نام یک سرده از تیره کاسنیان است.